# Александер Шнапік
Александер Шнапік (пол. Aleksander Sznapik, 10 лютого 1951, Варшава) — польський шахіст.

## Шахова біографія
У 1970-80-ті належав до найкращих шахістів Польщі. З 1970 по 1992 двадцять разів претендував на звання чемпіона країни. З тих 20 фіналів у дванадцяти Александер Шнапік виборов нагороди: 4 золоті (1976, 1980, 1984, 1991), 4 срібні (1972, 1974, 1978, 1981) та 4 бронзові (1977, 1988, 1989, 1992). 
Шнапік того часу був одним із основних гравців збірної Польщі, брав участь в усіх найважливіших турнірах: 
- дев'ять виступів на шахових олімпіадах 1972, 1978, 1980, 1982, 1984, 1986, 1988, 1990, 1992) у тому числі з першим номером у 1980, 1982, 1988;
- два виступи на командних першостях Європи (1973 та 1989 років);
- >двічі очолив польську збірну на світових чемпіонатах серед студентів (1976 поляки посіли 6-те місце, наступного року — п'яте);
- тричі очолював польську дружину на турнірі Nordic Cup, участь в якому брали збірні восьми північно-європейських країн (у 1983 став золотим призером командного, 1985 та 1987 займав з командою відповідно друге та третє місця.

Найвдалішим можна вважати виступ Шнапіка на олімпіаді в Люцерні 1982, де Польща посіла сьоме місце, а він приніс команді 6½ пунктів у 12 матчах з найсильнішими шахістами, перемігши, між іншим, Віктора Корчного. Всього в доробку пана Александера 46 пунктів у 94 олімпійських партіях (48,9%).
Як командний гравець Александер Шнапік вдало проявив себе на клубному рівні. Виступаючи за столичний Maraton 10 разів здобував золоті нагороди першості Польщі в звичайних шахах і ще чотири рази в швидких шахах. Багато років Maraton не знав рівних у Польщі завдяки грі на перших двох дошках Влодзімєжа Шмідта і А. Шнапіка. З середини 1980-х і майже 10 років на першій шахівниці клубу грав Шнапік. Також двічі грав у складі марафонців на європейській клубній першості.
Учасник кількох десятків міжнародних турнірів, звання міжнародного майстра Шнапік здобув 1977 після двох вдалих виступів — у Стокгольмі та Любліні. 1979 переміг у сильному міжнародному турнірі на кубок міністра комунікацій у Варшаві, на межі того і наступного року посів ІІ місце на Rilton Cup у Стокгольмі. У 1984 та 1989 роках ділив перемоги в турнірах Politiken Cup розіграних за швейцарською системою в Копенгагені. 1987 поділив II місце турніру open на фестивалі в Білі та виконав норму гросмейстера.
У 1998 закінчив шахову кар'єру.
У 2010 зіграв у неофіційному Шаховому турнірі зірок в Варшаві, матч із Іветою Райліч завершився його перемогою 4–2.
Найвищий у кар'єрі Шнапіка рейтинг був відмічений 1 січня 1990, тоді він посідав друге місце серед шахістів Польщі з 2485 пунктами, поступаючись лише литовському легіонеру Олександрові Войткевичу. А в липні 1982 року з 2480 пунктами він був найкращим серед поляків і 119-м у світовому рейтингу

## Цікавинки
- Старший брат Александера Шнапіка — Кшиштоф (1949—2015) також був шахістом, крайовим майстром, деякий час разом з молодшим братом грав за варшавський Maraton.
- А. Шнапік претендує на рекорд Польщі з одночасної гри: згідно з його спогадами 1976 року він відіграв близько 150 партій на 102 шахівницях (на деяких 2-3 рази)[2].

## Зовнішні посилання
- Aleksander Sznapik [Архівовано 3 березня 2016 у Wayback Machine.] – вибрані партії
- Aleksander Sznapik [Архівовано 4 березня 2016 у Wayback Machine.] – картка на сайті FIDE